# Stjepan Hauser
Stjepan Hauser (Pula, 15 de junho de 1986) é um violoncelista croata.
Atualmente ele toca junto com Luka Šulić no 2Cellos.

## Prêmios

### Individuais
- 2008 - 2 prêmios no International Music Competition "Francesco Forgione" em Verbania, Itália[1]
- 2009 - Vencedor do Adam Cello Competition na Nova Zelândia,
- 2009 - VTB Capital Prize for Young Cellists no Wigmore Hall and J & A Beare Solo Bach Competition.
- 2009 - PO/MMSF Award no Guildhall School of Music & Drama em Londres.
- 2010 - Plg Young Artists Auditions

### Com o The Greenwich Trio
- 2008 - Solti Foundation Award
- 2010 - Tunnell Trust Award

### Com o 2Cellos
- 2012 - 2 Prêmios Porins (famoso premio da música Croata) por "Melhor Album Internacional" com o álbum 2Cellos e "melhor canção internacional" por "Smooth Criminal".[2]

## Discografia

### Solo
- 2011 - Stjepan Hauser - Christopher Ball: Cello Concerto No. 1[3]

### Com 2Cellos
- 2011 - 2Cellos - # 85 na US Billboard 200,[4] e #1 na US Billboard Top Classical Albums chart.[5]
- 2012 - In2ition[6]
- 2015 - Celloverse